# Proyecto Espacio ISSUE

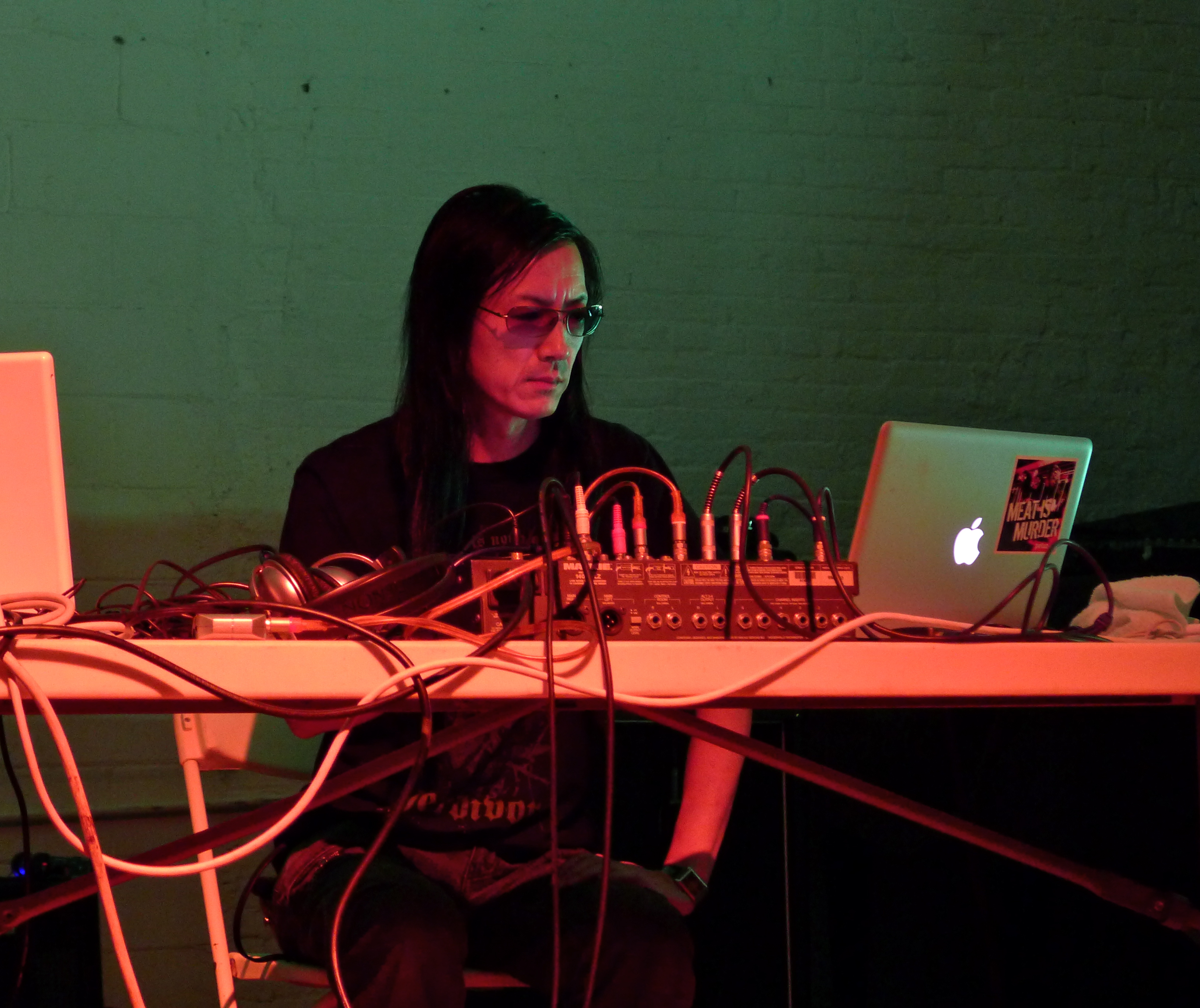
Merzbow tocando en vivo el 23 de septiembre de 2010 en ISSUE Project Room en la ciudad de Nueva York.

El 'Proyecto espacio ISSUE'  (a menudo acortado a  'ISSUE' ) es un lugar de música de Brooklyn, Nueva York fundada en 2003 por Suzanne Fiol. Situado en la histórica McKim, Mead & White "110 Livingston Street" edificio en el centro de Brooklyn, el lugar es compatible con una amplia variedad de la exposición cultural contemporánea, especializado en la presentación de  experimental  y música de vanguardia. Proyecto espacio ISSUE es un centro de arte y presentaciones, exponiendo proyectos de más de 200 artistas emergentes y consagrados cada año.

## Historia y progreso
El proyecto espacio ISSUE comenzó en 2003 en el "Lower East Side" de Nueva York con un concierto especial coordinado por la fallecida fundadora de ISSUE Suzanne Fiol y músico Marc Ribot para honrar el trabajo de Frantz Casseus , el padre de la música clásica de Haití. Todo empezó en un estacionamiento en el  East Village (East 6th Street) en 2003, como una "sala de proyectos" para ofrecer actuaciones experimentales presentados por la agencia de fotografía de Fiol. Con actuaciones de Debbie Harry y los pasajeros Jazz, Elliott Sharp, Anthony Coleman y docenas de otros. En respuesta a las necesidades de los artistas de la comunidad, Suzanne se comprometió a desarrollar ISSUE en un espacio de actuación durante todo el año, donde los artistas podían presentar su más desafiante nuevo trabajo.
Para el año 2005, ISSUE presentaba 100 eventos artísticos anualmente exponiendo artistas pioneros de todas las disciplinas. Ha superado su ubicación original en Lower East Side, y se trasladó a un espacio único en Brooklyn: un silo de dos pisos en el margen posindustrial del Canal Gowanus. En el Silo, la programación fue ampliada para incluir obras en sitios específicos como la incorporación de un sistema hemisférico de 16 canales de diseño personalizado con un altavoz creado por el artista sonoro Stephan Moore. El éxito en el espacio, a la vez crítico y programático, fue tremendo, pero después de dos años de su alquiler se duplicó y ISSUE se vio obligado a seguir adelante.
En 2007, ISSUE se trasladó al "Old American Can Factory", donde continuó prosperando - emergiendo como uno de los catalizadores culturales más importantes de Brooklyn y trayendo a 10.000 personas a la  Área Gowanus de Brooklyn cada año.
Para el año 2008, ISSUE estaba apoyando el nuevo trabajo de más de 200 artes innovadoras cada año, y participó y ganó un concurso para un contrato de alquiler gratuito de veinte años a Teatro situado en 22 Boerum Place- en la planta baja de la arquitectura histórica  Bellas Artes McKim, Mead & White "110 Livingston Street" edificio en el centro de Brooklyn, para crear un "Carnegie Hall para el avant-garde". Este tremendo premio fue un fuerte reconocimiento del proyecto y jugará un importante papel en la configuración del futuro de Brooklyn y mantener el estatus de la ciudad de Nueva York como un líder cultural.
A finales de 2008, la fundadora de ISSUE Suzanne Fiol fue diagnosticada con cáncer. Ella perdió su valiente batalla en octubre de 2009.
Desde 2009-2010, se comprometió a lograr la visión del fundador de crear ISSUE en un lugar permanente para cultivo experimental de artes, sus organizadores, el personal y la comunidad de artistas continuó evolucionando y expandiéndose con nueva programación. Nueva música se estrenó en junio presentado por Zach Layton y Nick Hallett incluyendo una actuación de Anthony Braxton  nueva ópera' 'Trillium E' ', una noche de  Teclado música, incluyendo una rara actuación de Pauline Oliveros, pieza de ocho manos en piano "reunión", y la ciudad de Nueva York el estreno de dos obras por el francés.  electroacústica pionero Luc Ferrari
En 2012, ISSUE trasladó todos los programas a su espacio de teatro en 22 Boerum Place para presentar 150 conciertos pre-construcción mientras se trabaja con el Departamento de Diseño y Construcción de Nueva York para prepararse para las renovaciones. Notables Actuaciones en el teatro Boerum Place por Cecil Taylor 'primera actuación en su ciudad natal de Brooklyn s, una serie de tres noches de Philip Glass en colaboración con Stephin Merritt, Laurie Anderson y  Jon Gibson, Keiji Haino realizando solo y en dúo con Fushitsusha, miembro fundador Tamio Shiraishi, y la PAN_ACT festival- que reunió a más de 30 artistas en conjunto con el PAN etiqueta con sede en Berlín.
ISSUE completó su campaña en 2012 reuniendo más de $ 4 millones para renovar su espacio en la última sección, que comenzó en 2014.